# Nicolò dell'Abbate
Niccolò dell'Abbate (1509 nebo 1512 Modena – 1571 Fontainebleau) byl italský malíř, jeden z hlavních malířů první fontainebleauské školy.

## Životopis
Niccolò dell'Abbate se narodil mezi lety 1509 a 1512 v italské Modeně jako syn houslisty. Společně s malířem Alberto Fontanou začal studovat sochařství v ateliéru Antonína Begarelliho (1499–1565). Později byl ovlivněn tvorbou malířů tzv. ferrarské školy jako byl Benvenuto Tisi (také znám jako Il Garofalo, 1481–1559), Dosso Dossi - vlastním jménem Giovanni di Niccolò de Luteri (kolem roku 1490–1542 ), malíř Parmigianino – také znám jako Francesco Mazzola, 1503–1540), Antonio Allegri da Correggio (1489–1534). Specializací Niccolò dell'Abbate byly dlouhé vlysy se světskými či mytologickými motivy jako v Palazzo dei Beccherie (1537). Pro hraběte Boiardo vytvořil 12 fresek v Rocca di Scandiano, náměty čerpal z knihy Aeneid. Mezi roky 1548 až 1552 pracoval v Bologni. Většina jeho obrazů zde vytvořených zobrazovala komplikované krajiny a aristokratické žánrové scény lovu a dvorní lásky, často paralelně s mytologickými příběhy. V roce 1552 odcestoval do Francie, do Fontainebleau, kde se v královském paláci Château de Fontainebleau podílel na výzdobě zámku a také tzv. galerie Jindřicha II. pod vedením italského malíře, architekta a sochaře Francesca Primaticcio (1504–1570). Jeho syn Giulio Camillo se stal také malířem, stejně tak jako jeho synovec Ercole Abbate.

## Dílo
Niccolò je znám hlavně pro své mytologické krajiny, a také pro jeho bohaté a elegantní kresby. Navrhoval také vzory koberců pro královskou manufakturu, věnoval se zlatnické práci, projektoval slavnostní (efemérní) architekturu. Nemnoho jeho fresek přežilo. Sbírku jeho kreseb má galerie Louvre. Mnoho z jeho pláten spálila v roce 1643 regentka Anna Rakouská, (22. září 1601 – 20. ledna 1666), španělská princezna z domu Habsburského. Některé z jeho krajin vytvořených pro francouzského krále Karla IX. ovlivnily i malíře 17. století – Claude Lorraina (1600–1682), a Nicolase Poussina (1594–1665).
Mezi jeho klíčová díla patří:
- Mladý muž papouškem – po roce 1552, Vídeň, Kunsthistorisches Muzeum
- Nalezení Mojžíše – Paříž, Musée du Louvre
- Aristaios a Eurydika – 1560–1570, Londýn, The National Gallery
- Podobizna dámy – okolo 1549, Řím, Gallerie Borghese, vytvořená technikou olej na pergamenu nataženém na plátno, rozměry obrazu jsou 45 × 30 cm.Dílo bezpochyby vzniklo před malířovým příchodem do Fontainebleau. Elegantní postava dámy je vymodelována do kompaktního celku s jemnými obrysy. Strnulý a trochu afektovaný postoj odpovídá dobovému stylu, který je obzvláště patrný na držení ruky.
- Únos Proserpiny – okolo 1552–1570, Paříž, Musée du Louvre, technika olej na plátně, rozměry 196 × 216 cm. Malíř se nechal inspirovat nizozemským uměním, a to hlavně ve svých pozdějších krajinomalbách, ve kterých se obrací k realistickému podání. Obraz ukazuje epizodu z řeckých bájí. Během hry s mořskými pannami bůh podsvětí Hádes unáší královskou dceru Proserpinu (řecky Persefonu). Poté si ji jako nevěstu odvádí s sebou do říše mrtvých. [1]

## Galerie

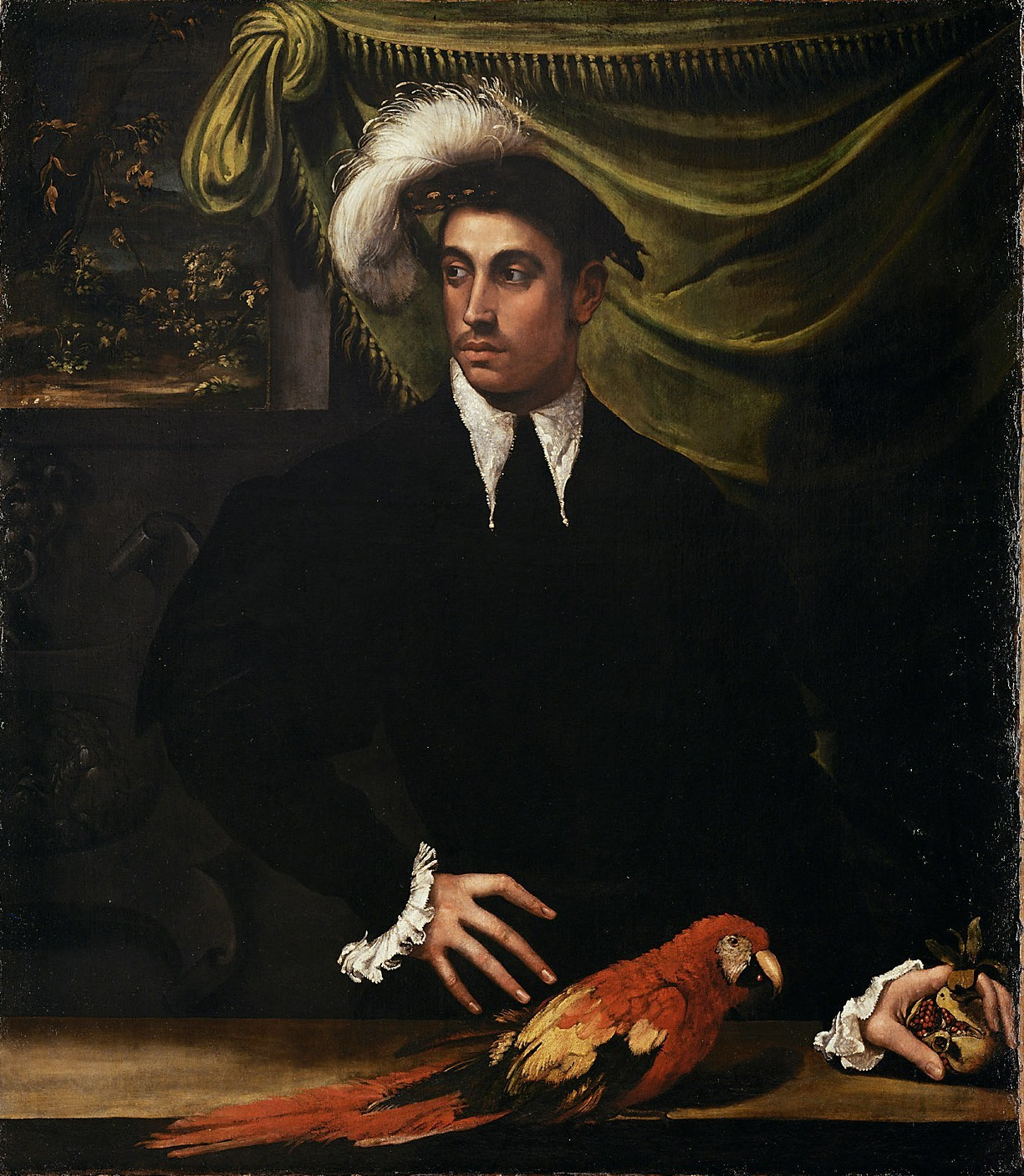
Portrét mladého muže (cca 1540). Kunsthistorisches Museum, Vídeň.
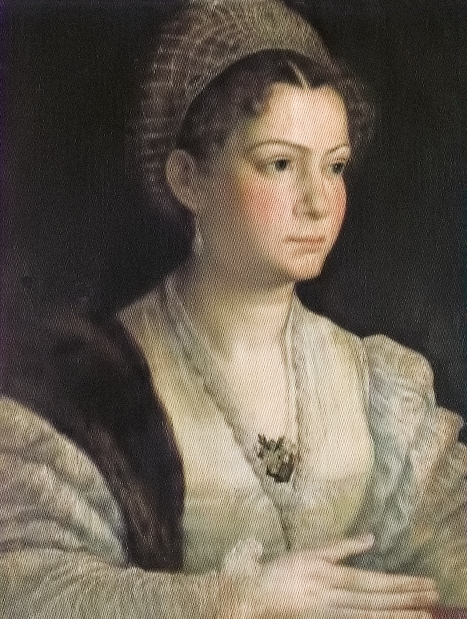
Portrét dámy (1549). Galerie Borghese, Řím.
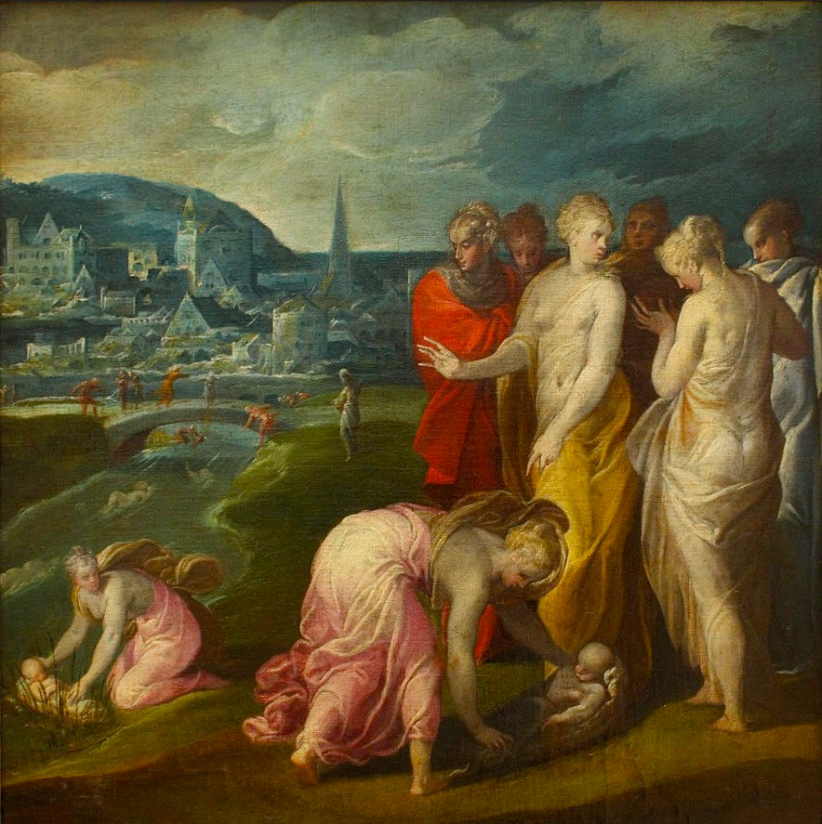
Záchrana Mojžiše z řeky Nil (1560). Musée du Louvre.
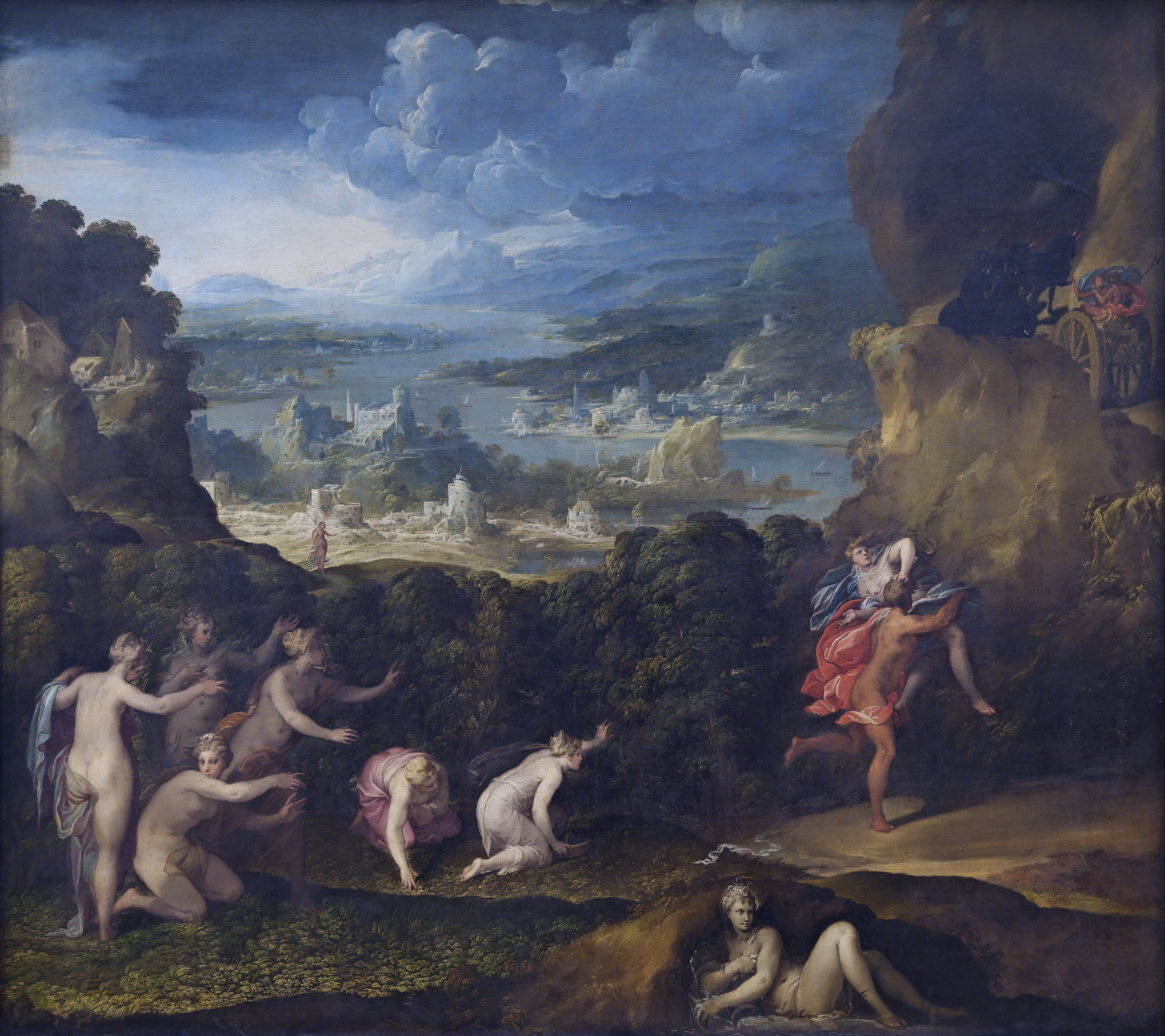
Únos Proserpiny